# Swap (finanza)
Lo swap, nella finanza, appartiene alla categoria degli strumenti derivati, e consiste nello scambio di flussi di cassa tra due controparti, determinati in relazione a uno strumento o un'attività finanziaria sottostante. Va annoverato come uno dei più moderni strumenti di copertura dei rischi utilizzato prevalentemente dalle banche, dalle imprese e anche dagli enti pubblici.
Lo strumento dello swap fu inventato nel 1994 all'età di 25 anni dalla finanziere Blythe Masters, della banca JP Morgan. Esso si presenta come un contratto nominato (ma atipico in quanto non esplicitamente disciplinato dal diritto civile), a termine, consensuale, oneroso e aleatorio.
Per esempio, un soggetto A può acquistare un'obbligazione a tasso variabile e corrispondere gli interessi che percepisce a un soggetto B. B, a sua volta, acquista un bond a tasso fisso, percepisce gli interessi variabili di A e gira al soggetto A gli interessi a tasso fisso. Questa struttura (chiamata IRS, cioè interest rate swap) può essere utile per immunizzarsi da fluttuazioni di mercato o gestire fondi comuni (con la strategia CPPI). Nell'accordo di swap vengono stabilite le date in cui i pagamenti verranno effettuati e il modo in cui saranno calcolati.
È possibile distinguere varie tipologie di operazioni di swap sulla base dei flussi finanziari scambiati: 
- swap di interessi (Interest Rate Swap, IRS): è un contratto che prevede lo scambio periodico, tra due operatori, di flussi di cassa aventi la natura di "interesse" calcolati sulla base dei tassi di interesse predefiniti e differenti e di un capitale teorico di riferimento;
- swap di valute (currency swap, CS): è un contratto stipulato fra due controparti che si scambiano nel tempo un flusso di pagamenti denominati in due diverse valute. Si pone quale scambio a pronti di una determinata valuta e nel contempo in uno scambio di eguale ammontare e cambio, ma di segno opposto, a una data futura prestabilita.
- swap di commodities: è un contratto stipulato fra due controparti che si scambiano nel tempo un flusso di pagamenti indicizzati al cambiamento di una commodity da un lato e a un tasso fisso dall'altro. Un esempio comune sono swap sul prezzo del petrolio (Oil swaps).
- swap di protezione dal fallimento di un'azienda (Credit default swap, CDS). È un contratto di assicurazione che prevede il pagamento di un premio periodico in cambio di un pagamento di protezione nel caso di fallimento di un'azienda di riferimento.

La finalità di uno swap può essere:
- hedging: riduzione (fino ad annullamento) di una potenziale perdita (rischio finanziario);
- trading: profitto sulla variazione di prezzo (nel tempo), assumendo un rischio finanziario. Tutti i flussi si eseguono in un unico mercato;
- arbitraggio: profitto sulla differenza di prezzo fra due mercati (in un dato tempo). Si acquista in un mercato, e si vende il derivato o il sottostante in un altro.

Lo schema dei flussi finanziari degli swap è completamente diverso da quello degli altri derivati.

Lo swap non ha un prezzo di acquisto col quale la controparte diviene proprietaria di un sottostante, o del diritto di acquistarlo/venderlo a un dato prezzo alla scadenza (come per le opzioni call e put), né a scadenza ha facoltà di esercitare o meno tale diritto con dei gradi di libertà: i flussi hanno date certe e stabilite dal contratto, di segno opposto (spesso più di due nel tempo), e quelli di almeno una controparte sono deterministici (di importo noto: es. quantità di valuta, tasso fisso, premio per un CDS).

La quantità e valore degli swap scambiabili (e il rischio di controparte) sono meno legati al prezzo del sottostante rispetto ad altri strumenti derivati: con un'opzione, la controparte che acquista deve avere liquidità pari al prezzo del derivato e del sottostante (se esercita l'opzione), mentre per uno swap entrambe le controparti devono essere solvibili, ma solamente per la differenza fra due tassi di interesse (spread fisso-variabile, cambio fra valute, probabilità di default per un CDS) che sono percentuali del sottostante (interessi rispetto al capitale di debito, delta cambio fra valute), e aventi il solito ordine.
Ad esempio, se la controparte non vende a terzi il derivato o non si copre con un derivato di segno opposto (stessa scadenza e sottostante): nello swap di commodity non è necessaria la disponibilità fisica del bene sottostante; in quello di interessi il contratto di swap non necessariamente è legato all'esistenza e/o unicità di debiti a tasso fisso e variabile sottostanti (che potrebbero per contro essere coperti da molteplici swap); nello swap di valute, dove è invece necessaria la disponibilità del bene, a pronti al cambio corrente di mercato, questo ritorna alla controparte a termine al cambio iniziale, in modo indipendente da quanto varia il prezzo relativo fra le valute fra la data a pronti e a termine.

## Il rischio di controparte
Il rischio di controparte è sempre a carico del cliente; la società di gestione del risparmio svolge un ruolo di intermediazione finanziaria agendo per conto terzi (non per conto proprio). Il cliente non firma un contratto con la SGR, ma con un altro cliente della SGR; la controparte resta anonima e non controfirma il contratto. Ossia ogni cliente ha copia di un contratto con la sua firma senza la sottoscrizione della controparte.
Il contratto, tipicamente, abbina un cliente con mutuo a tasso variabile con uno a tasso fisso e dunque consiste in uno scambio di tassi di interesse passivi (cliente verso la banca) ossia uno scambio di debiti, invisibile alle banche interessate per le quali il cliente titolare del mutuo resta lo stesso.
Lo schema dei flussi finanziari è quello di un cliente A che ha un mutuo a tasso fisso e inizia a pagare alla SGR un mutuo a tasso variabile di un cliente B; la SGR non darà il denaro direttamente alla banca di B (dal momento che non la conosce), ma al cliente B che pagherà la sua banca. In cambio il cliente A riceverà le rate del suo mutuo a tasso fisso dalla SGR, pagatele dal cliente B.
I passaggi di denaro sono gli stessi sia che la SGR operi in conto proprio che in conto terzi. Se il contratto non prevede che la SGR sia garante del debito, nel caso di insolvenza del cliente B, il cliente A dovrà pagare due mutui: il proprio, senza ricevere somme dalla SGR in quanto B è insolvente, e quello di B alla sua banca, poiché resta valido l'impegno con la SGR.
Occorre dunque che nelle clausole sia prevista la cessazione dell'obbligo (per le scadenze successive) verso la SGR se essa (per insolvenza della controparte anonima) non è più in grado di pagare il mutuo del cliente; oppure che la SGR paghi al soggetto A il mutuo (esempio attingendo a un'assicurazione o fondo di garanzia contro le insolvenze) al posto del cliente B, quando questo non sia più in grado di pagare.

## Scambio di crediti
In generale lo swap è uno scambio su tassi di interesse che possono essere attivi o passivi. Lo swap dunque può essere anche uno scambio di crediti (ad esempio tra banche) equivalente allo sconto di cambiali avendo in cambio non denaro contante, ma un altro credito da incassare.
Numerosi swap, e più in generale richieste di prestiti alle società finanziarie, contengono una clausola (in un modulo prestampato) che dà mandato alla finanziaria "di agire per conto e in nome suo presso istituti di credito o enti finanziari allo scopo di ottenere quanto richiesto alle migliori condizioni"; in pratica, permette alla società di girare l'operazione di credito a una seconda, che si farà viva dopo un po' di tempo chiedendo interessi maggiori e un'altra provvigione per l'istruttoria della nuova richiesta di credito. In questi casi lo swap viene girato come una vecchia cambiale, strumento finanziario che era ritenuto superato dai nuovi contratti più sofisticati.
Chi cede il credito incassa la somma, mentre il cessionario che subentra pagherà il debito residuo a chi ha accettato la cambiale.
Per la girata delle cambiali non era però possibile cambiare lo schema del finanziamento, che determina ossia capitale da rimborsare, interessi e scadenze.
Lo swap con queste diciture, invece, prevede variazioni unilaterali e senza preavviso delle condizioni da parte della società finanziaria. La clausola non può considerarsi vessatoria, ma cambia radicalmente la natura del contratto perché chi crede di contrarre un mutuo a tasso fisso si trova a pagare un mutuo a tasso fisso con un creditore e un tasso n volte diversi.

## Alternative allo swap
Il decreto Bersani bis prevede la possibilità della rinegoziazione del mutuo. La rinegoziazione consente di passare dal tasso fisso a quello variabile e viceversa, prolungare la scadenza e modificare il tasso applicato.